# Château d'Anthenaise (Mayenne)
 (juillet 2025).
Motif : Pratiquement aucune information sur l'édifice. Insuffisance en matière de sources secondaires centrées. Cf WP:CAA
- Archive Wikiwix
- Bing
- Cairn
- DuckDuckGo
- E. Universalis
- Gallica
- Google
- G. Books
- G. News
- G. Scholar
- Persée
- Qwant
- (zh) Baidu
- (ru) Yandex
- (wd) trouver des œuvres sur Wikidata

| 1. | Préciser le motif de la pose du bandeau. | Précisez le motif de la pose du bandeau en utilisant la syntaxe suivante : {{admissibilité à vérifier\|date=juillet 2025\|motif=remplacez ce texte par le motif}}                                   |
| 2. | Informer les utilisateurs concernés.     | Pensez à avertir le créateur de l'article, par exemple, en insérant le code ci-dessous sur sa page de discussion : {{subst:avertissement admissibilité à vérifier\|Château d'Anthenaise (Mayenne)}} |

Ne doit pas être confondu avec Château de la Chapelle-Anthenaise.
Le Château d'Anthenaise est un château français, situé à La Chapelle-Anthenaise, dans le département de la Mayenne et la région des Pays de la Loire. Il était situé à l'extrémité nord de la commune, vers Châlons-du-Maine.

## Désignation
Il ne faut pas confondre ce lieu, appelé jusqu'à la fin du XVe siècle le Plessis d’Anthenaise, et encore dans le censif de Laval du XVIIe siècle le Plessis et la Motte d’Anthenaise, la Cour d'Anthenaise d'après la carte d'Hubert Jaillot, avec le siège de l'ancienne seigneurie, qui était probablement au bourg. 

## Histoire
Le seigneur du Plessis d’Anthenaise relevait de Laval à foi et hommage lige et devait « garde de quinze jours et quinze nuitz, armé et suffisamment appareillé suivant son estat en chevaulx et en armes, à la porte du petit chastel de Laval… ; et, pour le surplus du hébergement et des appartenances d’icelluy, tant en fiez comme en domaines, et telle voirie [qui lui appartient], est homme de foy simple. » (Aveu de Laval, 1407) 
« « Germain d'Anthenaise avait obtenu des lettres de Charles IX en 1570 portant érection de la terre du Plessis d’Anthenaise en châtellenie. Il y eut opposition par les officiers de Laval, qui depuis n'ont voulu souffrir cette qualité. ». Jacques Le Blanc de La Vignolle. »
Pour l'Abbé Angot, le titre de baron d’Anthenaise que prit ordinairement René d’Anthenaise (1610-1640) n'a aucune signification relative à la terre qu'il possédait. Le fief et seigneurie de Châlons avait été réuni au domaine en 1577. Les landes d'Anthenaise qui couvraient, d'après la carte d'Hubert Jaillot, tout l'espace compris entre le château et le bourg de la Chapelle-Anthenaise, appartenaient à la terre de Laval

## Description
Le château tel qu'il existe comprend un corps de logis carré-long, dont la façade donnant sur la cour a été modernisée, tandis que celle du nord, par la construction d'une tourelle en encorbellement et la restauration des lucarnes, a pris l'aspect d'un manoir du XVIe siècle. 
La maison de ferme actuelle, dépendance du logis principal, est plus ancienne et conserve quelques linteaux sculptés. On trouve à Anthenaise une enceinte de larges douves et un portail à pont-levis.  Trois tours très petites existaient encore dans l'allée et sur le bord des douves, vers le milieu du XIXe siècle, aussi bien que la fuie située au nord. 
Au milieu du portail, il y a six écussons rangés sur deux lignes et très endommagés.

## Chapelle
Après qu'il eut construit son château, René d'Anthenaise voulut y avoir une chapelle, qu'il dota en 1607 de la terre de la Moissière. Les fondations s'y acquittèrent jusqu'au milieu du XVIIIe siècle ; plusieurs mariages y furent célébrés. Mais à partir de 1785 les messes se disaient dans l'église paroissiale. On croit que la chapelle seigneuriale était située dans l'espace nommé désormais la Cour verte.

## Famille
Il ne faut pas confondre les seigneurs d'Anthenaise avec la maison d'Anthenaise fondue dans celle de la famille Chamaillard au XIIIe siècle. Si elle s'y rattache, comme branche cadette, la preuve n'est pas connue ; on ne la connaît avec certitude qu’à partir du XIVe siècle.

## Sources et bibliographie
- « Château d'Anthenaise (Mayenne) », dans Alphonse-Victor Angot et Ferdinand Gaugain, Dictionnaire historique, topographique et biographique de la Mayenne, Laval, A. Goupil, 1900-1910 [détail des éditions] (BNF 34106789, présentation en ligne)